# Men's Rimouski Challenger 2014
Il Men's Rimouski Challenger 2014, noto come Challenger Banque Nationale per motivi di sponsorizzazione, è stato un torneo di tennis facente parte della categoria ATP Challenger Tour nell'ambito dell'ATP Challenger Tour 2014. È stata l'8ª edizione del torneo, si è giocato a Rimouski in Canada dal 17 al 23 marzo 2014 su campi in cemento indoor e aveva un montepremi di $40,000+H.

## Partecipanti singolare

### Teste di serie
| Nazionalità | Giocatore      | Ranking* | Testa di serie |
| ----------- | -------------- | -------- | -------------- |
| Stati Uniti | Rajeev Ram     | 141      | 1              |
| Giappone    | Yūichi Sugita  | 145      | 2              |
| Giappone    | Hiroki Moriya  | 167      | 3              |
| Australia   | Samuel Groth   | 176      | 4              |
| Stati Uniti | Bobby Reynolds | 182      | 5              |
| Germania    | Andreas Beck   | 188      | 6              |
| Francia     | Vincent Millot | 199      | 7              |
| Belgio      | Niels Desein   | 213      | 8              |

- Ranking al 4 marzo 2014.

### Altri partecipanti
Giocatori che hanno ricevuto una wild card:
- Hugo di Feo
- Richard Gabb
- Isade Juneau
- Pavel Krainik

Giocatori che sono passati dalle qualificazioni:
- Kevin King
- Nikita Kryvonos
- Adrien Bossel
- Dennis Nevolo

Giocatori che hanno ricevuto un entry con un protected ranking:
- Giovanni Lapentti
- Izak van der Merwe

## Vincitori

### Singolare
Samuel Groth ha battuto in finale  Ante Pavić con il punteggio di 7–6(3), 6–2

### Doppio
Edward Corrie /  Daniel Smethurst hanno battuto in finale  Germain Gigounon /  Olivier Rochus con il punteggio di 6–2, 6–1.